# برج نیلوفر آبی کلمبو
برج نیلوفر آبی کلمبو برجی است که در شهر کلمبو، کشور سری لانکا قرار دارد. این برج ۳۵۰ متر ارتفاع دارد.